# Rishton
Rishton is een plaats en civil parish in het bestuurlijke gebied Hyndburn, in het Engelse graafschap Lancashire met 7.350 inwoners.